# 阿基坦
阿基坦是法国西南部的一個旧大區，共有多爾多涅省、吉倫特省、朗德省、洛特-加龍省、大西洋比利牛斯省等行政區。
2016年1月1日，阿基坦大区、利穆赞大区、普瓦图-夏朗德大区合并成新阿基坦大区。

## 地理
阿基坦面積為41,308平方公里，佔全法國總面積的7.6%。阿基坦西鄰大西洋，南接西班牙，東邊是南部庇里牛斯大區，北方是普瓦圖-夏朗德和利穆贊兩大區。
主要城市有波爾多、波城、巴約訥、蒙德馬桑、比亞里茨、貝傑拉克（Bergerac）和佩里格。
地理上的主要特色有:
- 銀色海岸（Côte d'Argent）：法國最著名的海岸之一。
- 阿卡雄湾（Bassin d'Arcachon）：以生蠔養殖聞名的大型潟湖。
- 加龍河和多爾多涅河匯流而成的吉倫特河口。
- 阿基坦南部是庇里牛斯山的一部分。
- 皮拉沙丘（Dune de Pilat）：位於阿卡雄附近，是歐洲最大的沙丘。
- 朗德森林（Landes Forest）：西歐最大的松樹林。

## 歷史
在羅馬帝國時代，阿基坦高盧行省最初的範圍是從庇里牛斯山至加龍河，之後，屋大維將加龍河至羅亞爾河間的土地併入。這段時間，阿基坦高盧行省的範圍擴展至塞文山脈，整個行省約占現今法國的三分之一。
西元4世紀，阿基坦行省分為三個行省：
- 東北部的第一阿基坦（Aquitania prima），範圍包括之後的法國行省貝里、波旁、奧弗涅、朗格多克的沃莱和熱沃當，吉耶訥的魯埃格、阿尔比茹瓦（法语：Albigeois (pays)）和凱爾西，以及马尔什。
- 西北部的第二阿基坦（Aquitania secunda），範圍包括之後的波爾多地區、普瓦圖、桑通日、昂古穆瓦和吉耶訥西部。
- 南部的第三阿基坦（Aquitania tertia 或 Aquitania Novempopulana），範圍包括比戈爾、科曼日、阿馬尼亞克、貝阿恩、巴斯克地區、加斯科涅等等。

西元5世紀，羅馬瓦解，西哥德人填補了這段權力真空的狀態。507年，法蘭克人與勃艮第人等盟友擊敗西哥德人。當克洛塔爾二世在629年逝世，他將阿基坦分給兒子查理貝爾特二世，首都設立在土魯斯。西元八世紀，部分摩爾人來到阿基坦，但遭到查理·馬特驅離，之後成為卡洛林王朝的領土。
在加洛林王朝时代，阿基坦的自主性更进一步。阿基坦作为一个分王国而成为通常的王储的封地。阿基坦国王通常被封给王太子。
查理曼的子嗣不斷瓜分帝國，而阿基坦成為紐斯特里亞的領地。西元9世紀，當地的伯爵們漸漸脫離王國的統治。奧弗涅的貝爾納二世 與威廉一世父子曾自稱阿基坦公爵。威廉五世在普瓦圖建立新阿基坦公國。此時阿基坦範圍包括普瓦捷、奧弗涅和土魯斯。西元1052年，威廉八世成為加斯科涅與阿基坦公爵，形成「君和」體制（Personal union，多國共戴一君）。阿基坦公爵威廉九世是位遊吟詩人，普瓦捷成為遊吟詩人創作詩歌的重鎮。當威廉十世去世，其女繼承人亞奎丹的艾莉諾嫁給法蘭西路易七世，並參與十字軍東征，但之後她以同族血親婚姻無效為藉口，嫁給法國最大的競爭對手英格蘭亨利二世。埃莉諾之子理查一世與約翰和之後的繼承人成為英格蘭國王及阿基坦公爵。
在百年戰爭中，英格蘭愛德華三世在1361年建立阿基坦公國，但法國在1453年重新奪回該地。之後，阿基坦的歷史就成為法國歷史的一部份。

## 人口統計
2006年的人口為3,119,778，約佔全法國人口的5%。

### 語言
法語是主要語言。 
其他當地語言還有各種奧克語，像是加斯科涅语（贝阿恩方言）和利穆赞方言等等。而最南端則有巴斯克語。
來自外地的移民將英語、西班牙語、阿拉伯語和其他非當地語言帶進阿基坦。

## 主要城市

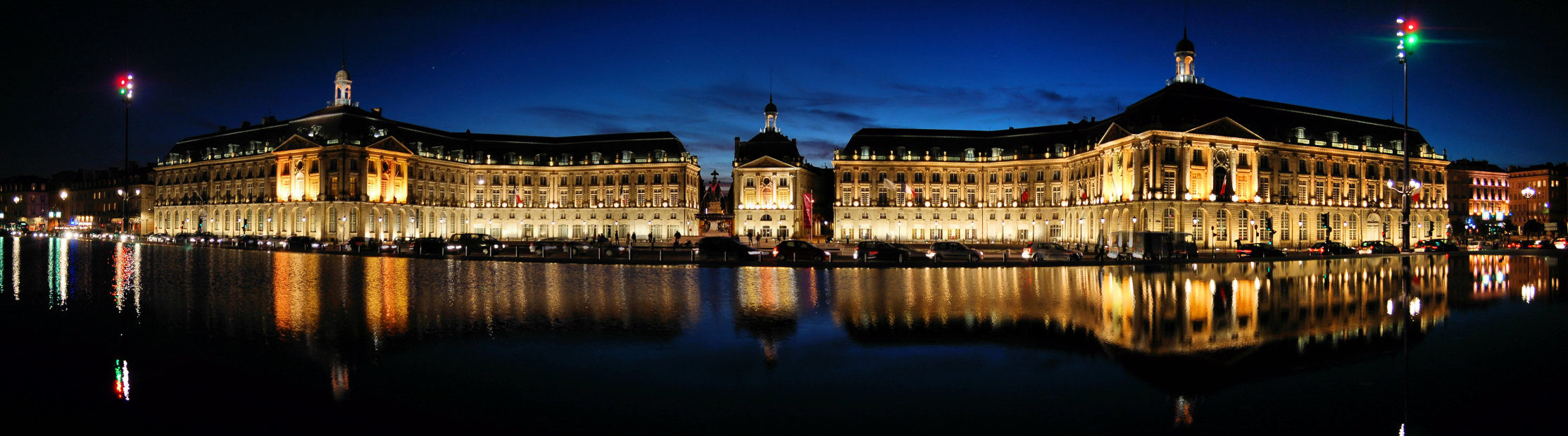
波爾多證券交易所廣場

- 阿讓
- 昂格莱特
- 巴約訥
- 貝傑拉克
- 比亞里茨
- 波爾多
- 梅里尼亞克

- 蒙德馬桑
- 波城
- 佩里格
- 佩薩克
- 圣梅达尔昂雅勒
- 塔朗斯
- 维勒纳沃多农

## 經濟

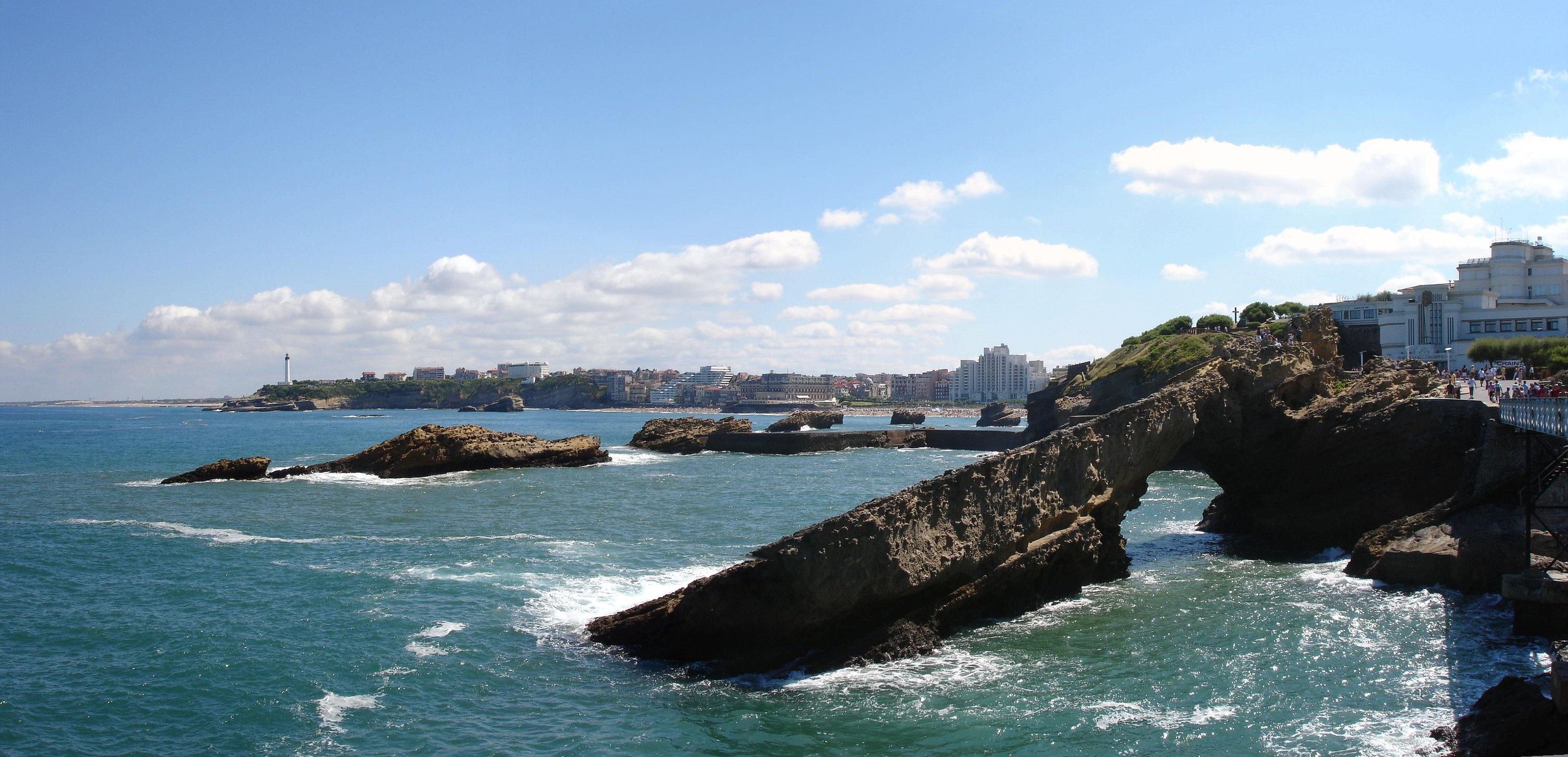
比亞里茨附近的海岸

- 農業：

葡萄是目前阿基坦最大的產物。
林業位於大區北部，包括歐洲最大的松樹林。
牛飼育業。
- 採掘工業：

道達爾等公司在此開採天然氣與石油。
- 工業：

製酒、蒸餾及相關產品是該區非常重要的產業及文化。根據美國國務院，全球約有七億升葡萄酒來自波爾多。
航天工程，特別是达索系统。
- 服務業：

教育：在波城和波爾多的大學生超過80,000名。
旅遊業極為盛行，特別是銀色海岸的陽光和衝浪。巴約訥、比亞里茨、聖讓德呂茲和昂代是主要的度假勝地。參觀多爾多涅的法式城堡，或是前往庇里牛斯山健行或滑雪，也是極受歡迎的旅遊活動。因此，有非常多的度假小屋和營地。

## 體育
阿基坦有許多優秀的體育隊伍。較知名的有：
- 波爾多足球俱樂部，法國最成功的足球俱樂部之一。

橄欖球在此地特別受到歡迎，球隊有：
- Aviron Bayonnais（英语：Aviron Bayonnais）
- 比亚里茨奥林匹克（英语：Biarritz Olympique）），05-06年喜力杯（英语：European Rugby Champions Cup）亞軍。
- Union Bordeaux-Bègles（英语：Bordeaux Rugby Métropole）
- Section Paloise（英语：Section Paloise）

鬥牛在阿基坦也是受歡迎的活動。 
阿基坦海灘會固定舉行大型衝浪錦標賽。

## 飲食
阿基坦以葡萄酒及相關產品而聞名：
- 雅文邑白蘭地的產區在阿基坦境內。
- 贝尔热拉克葡萄酒（英语：Bergerac wine）產於多爾多涅省。
- 波爾多葡萄酒產區可能是全世界最知名的紅酒產區。產地有波美侯（英语：Pomerol AOC）、聖愛美濃（英语：Saint-Émilion AOC）、格拉夫（英语：Graves (wine region)）和梅多克（英语：Médoc AOC）。
- 利萊酒（英语：Lillet），產自波爾多的加烈葡萄酒。
- 知名的甜酒苏玳產於此地。
- 阿基坦西南部也產酒，但通常不被歸為波爾多葡萄酒。

知名的食物有：
- Pâté（一種混合肉和脂肪的肉醬），包括鵝肝醬和pâté basque。
- 卡納蕾
- 卡酥來砂鍋（一種白豆燉肉料理）
- 油封鴨
- 多爾多涅省的松露。

## 外部連結
- 中的“Aquitaine”
- Aquitaine: the cradle of humanity - Region of Aquitaine official website
- CSfrance.amb-usa.fr
- Short guide to Aquitaine （页面存档备份，存于） with main tourist attractions